# 加法原理
加法原理（rule of sum:66:342或addition principle）是組合計數的基本組合原理。簡單而言，若有{\displaystyle A}種方式做某事，又有{\displaystyle B}種方式做另一件事，且恰好要做其中之一，則總共有{\displaystyle A+B}種方案。
嚴格化的數學中，加法原理是有關集合大小的事實，斷言任意有限多個兩兩互斥的集合大小之和，等於其聯集的大小。以符號表示為，若集合{\displaystyle S_{1},S_{2},\ldots ,S_{n}}兩兩互斥，則有
{\displaystyle |S_{1}|+|S_{2}|+\cdots +|S_{n}|=|S_{1}\cup S_{2}\cup \cdots \cup S_{n}|.}

## 簡單例子
設學校田徑運動會中，學生要報名恰好一個項目，可以是田賽或徑賽。若選田賽，則可以選跳高、跳遠、鉛球三項之一。若選徑賽，則可以選一百米跑、四百米跑兩項之一。
應用加法原理，共有{\displaystyle 3+2=5}種報名方案。

## 容斥原理

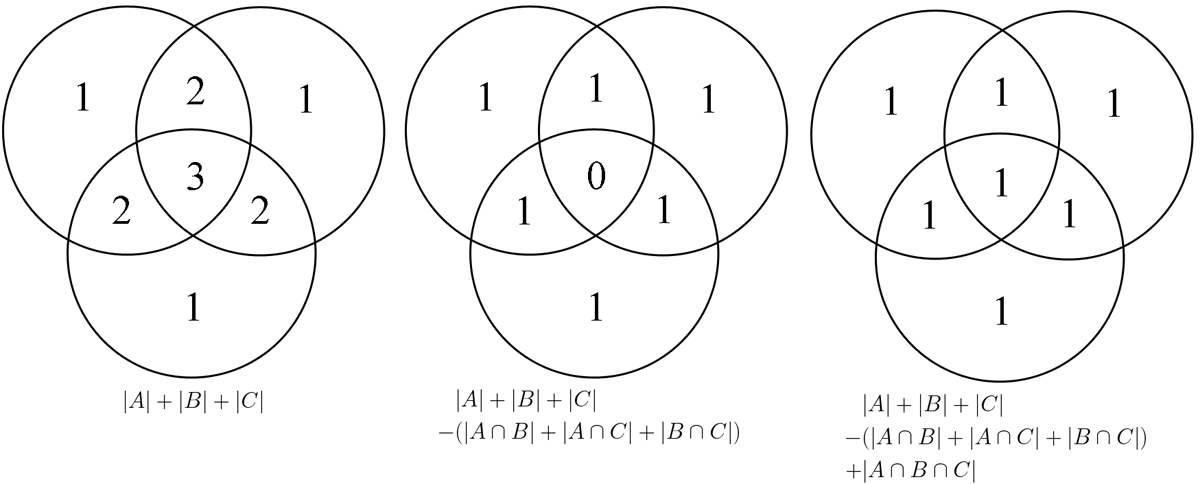
。左邊的圖描述完。中間的圖，三個圓一同包圍的最中間區域標0，其外，被至少一個圓包圍的區域有六個，全都標1。中間的圖下方算式是

容斥原理可以視為加法原理的推廣，因為是同樣計算若干個集合之並的大小，但不要求各集合兩兩互斥。其斷言，若{\displaystyle A_{1},A_{2},\ldots ,A_{n}}為有限集，則
{\displaystyle {\begin{aligned}{\biggl |}\bigcup _{i=1}^{n}A_{i}{\biggr |}{}=\sum _{i=1}^{n}\left|A_{i}\right|&-\sum _{i,j\,:\,1\leq i<j\leq n}\left|A_{i}\cap A_{j}\right|\\&+\sum _{i,j,k\,:\,1\leq i<j<k\leq n}\left|A_{i}\cap A_{j}\cap A_{k}\right|-\ \cdots \ +\left(-1\right)^{n-1}\left|A_{1}\cap \cdots \cap A_{n}\right|.\end{aligned}}}